# 珀尔·纳尔戈尔
珀尔·纳尔戈尔（丹麥語：Per Nørgård，1932年7月13日—2025年5月28日），又译讷尔戈尔，丹麦作曲家。20世纪下半叶比较重要的作曲家之一。曾受教于沃恩·霍尔姆波以及娜迪亚·布朗热，他在创作中运用复杂的对位技巧以及序列主义的一些技法。他的创造性行为包括发明了“无限音列”（Infinity row）。作品有電影『芭比的盛宴』的配樂等。